# Moneta triquetra
Moneta triquetra là một loài nhện trong họ Theridiidae.
Loài này thuộc chi Moneta. Moneta triquetra được Eugène Simon miêu tả năm 1889.